# Andrea Ballarin
Andrea Ballarin (Thiene, 20 aprile 1962) è un liutaio italiano, produttore di chitarre, bassi elettrici, e strumenti acustici.

## Biografia
Inizia l'attività casualmente verso la fine degli anni ottanta. Il 7 gennaio 1987 fonda a Schio la "Manne Guitars", inizialmente come piccolo laboratorio, in seguito specializzandosi nella produzione di strumenti artigianali di alta qualità. Nel 1990 il laboratorio si sposta e si espande nel 1997 fino a 600 m2.
Nel giro di una ventina d'anni la Manne costruisce gli strumenti di alcuni noti musicisti italiani e internazionali tra i quali Zucchero Fornaciari, Gil Dor (Noa), Glenn Hughes (Deep Purple), Gianluca Mosole, Aldo Tagliapietra de Le Orme, Mats Hedberg, William Stravato, Pietro Condorelli, Roberto Dalla Vecchia, Mistonocivo ed altri.